# Tezy o Feuerbachu

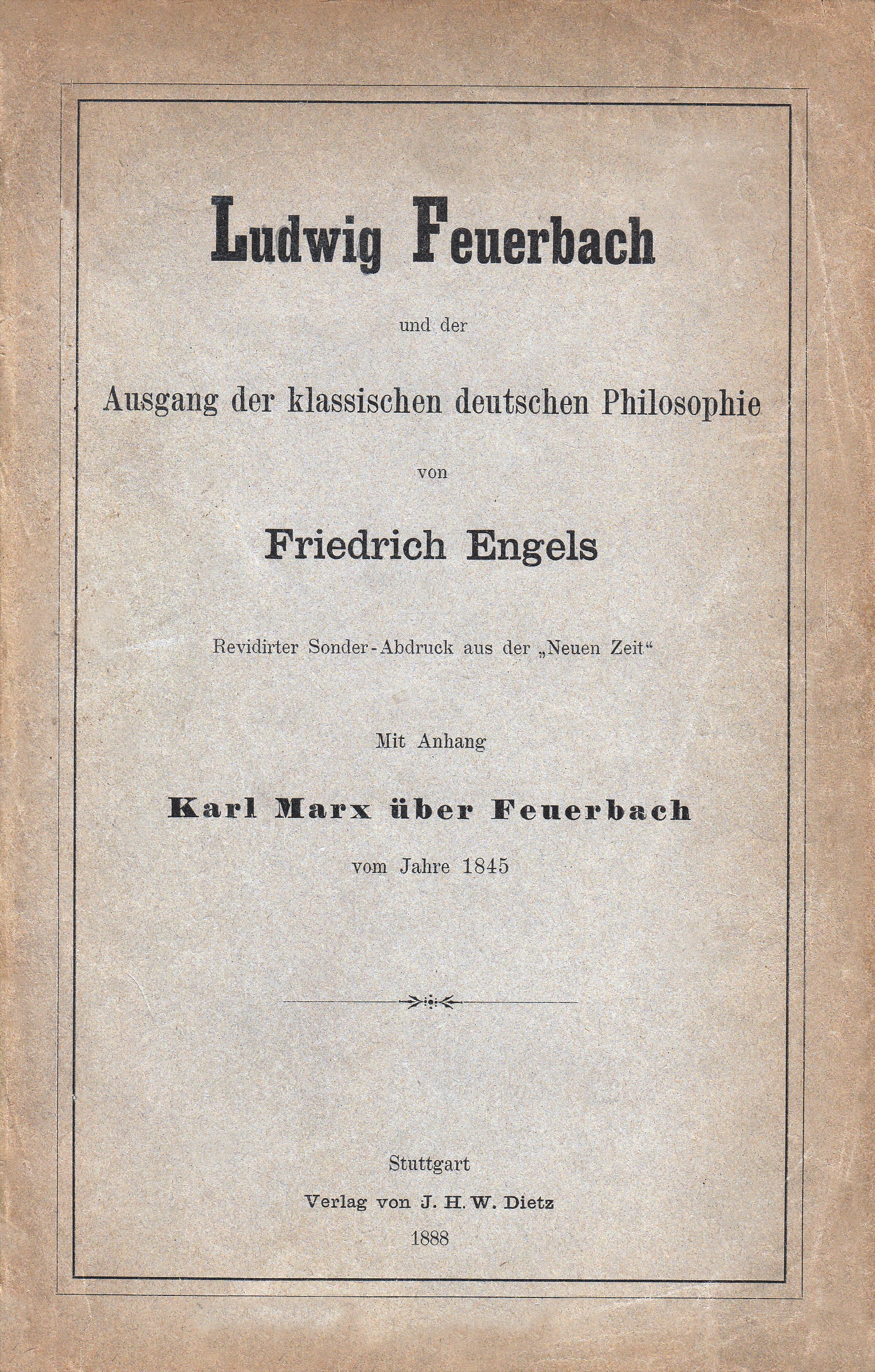
Okładka pamfletu, w którym Tezy o Feuerbachu zostały opublikowane po raz pierwszy w roku 1888

Tezy o Feurbachu (oryg. niem. Thesen über Feuerbach) – jedenaście krótkich filozoficznych notatek napisanych przez Karla Marksa jako ogólne streszczenie dla pierwszego rozdziału Ideologii niemieckiej w 1845. Tak samo jak dzieło, dla którego są szkicem, nie zostały opublikowane za życia Marksa - ujrzały światło dzienne dopiero w 1888 roku, kiedy zostały zamieszczone w dodatku do pamfletu napisanego przez współpracownika i najlepszego przyjaciela Marksa Fryderyka Engelsa. Dokument ten jest najczęściej pamiętany jako źródło słynnego cytatu:  „Filozofowie rozmaicie tylko interpretowali świat; idzie jednak o to, aby go zmienić”.

## Historia

### Tło historyczne
W lutym 1845 roku Karl Marks został wydalony z Francji przez ministra spraw zagranicznych François Guizota. Bezpośrednim tego powodem było żądanie rządu pruskiego, który wyraził protest przeciw krytycznym wystąpieniom gazety „Vorwärts” pod adresem pruskiego absolutyzmu. W szeregu artykułów, opublikowanych w tej gazecie, widać było rękę redaktorską Marksa, który nadawał ton ideowy pismu.
Marks odnalazł schronienie w Brukseli, gdzie dołączył do niego na parę miesięcy, począwszy od kwietnia, jego polityczny współpracownik Friedrich Engels. To właśnie w Brukseli Marks zaczął rozwijać swoją koncepcję materializmu historycznego – poglądu głoszącego, iż ogromne polityczne przewroty w historii były spowodowane przez ekonomiczną walkę klas uciskanych z klasami panującymi.
Marks rozpoczął pracę nad nowym dziełem, które miało przedstawić jego filozofię postępu historycznego, zatytułowanym Ideologia niemiecka. W związku z tym projektem, Marks napisał zwięzłą wypowiedź zawierającą 11 punktów i przeróżne epigramy na temat idei Ludwiga Feuerbacha, znanego mu filozofa należącego do grupy młodoheglistów. Uważał go za najbardziej współczesnego proponenta materializmu, jednak takiego, który nie wyciągnął ze swoich filozoficznych dociekań odpowiednich wniosków na temat polityki. Większość tez jest rozwinięta w Ideologii niemieckiej.

### Historia publikacji
Mimo usilnych starań o znalezienie wydawcy, Ideologia niemiecka nie została wydana za życia Marksa i Engelsa. Polemika ta została w pełni opublikowana dopiero w 1932 przez Instytut Marksa, Engelsa i Lenina w Moskwie należący do Centralnego Komitetu Komunistycznej Partii Związku Radzieckiego.
Również i Tezy o Feuerbachu nie zostały opublikowane w trakcie życia Marksa. Pierwszy raz w zedytowanej formie pojawiły się w pamflecie Fryderyka Engelsa zatytułowanym Ludwik Feuerbach i zmierzch klasycznej filozofii niemieckiej. Oryginalny tekst Marksa opublikowany został dopiero w 1924 w niemieckim oryginale i rosyjskim tłumaczeniu jako część Archiw Marksa i Engelsa, księgi I, wydanych przez Instytut Marksa i Engelsa w Moskwie.

## Zawartość

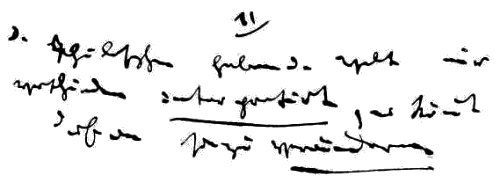
Jedenasta Teza o Feuerbachu w oryginalnym niemieckim rękopisie

Marks ostro krytykuje myślowy materializm młodoheglistów, twierdząc, że widzą „esencję człowieka” w izolacji i abstrakcji, kiedy prawdziwą naturę człowieka można poznać tylko w kontekście otaczającego go społeczeństwa. Pisze, że aby obalić religię nie wystarczy opisać jej pochodzenia i określić ją jako irracjonalną, lecz gruntownie przekształcić niesprawiedliwe społeczne i ekonomiczne relacje, z których bierze się religia.
Przeciwstawiając swą filozofię wszystkim dotychczasowym teoriom filozoficznym, Marks sformułował swą słynną tezę, która dobitnie wyraża rewolucyjną istotę marksizmu:
—  Tezy o Feuerbachu 11
W tym lakonicznym twierdzeniu zawarte jest jądro rewolucyjnego przewrotu dokonanego przez marksizm w filozofii: Marks i Engels powiązali w jedno rewolucyjną teorię i rewolucyjną praktykę, filozofię i politykę.
Mimo że tekst chce zachować „krytyczny” ton do krytycznego niemieckiego idealizmu, to jednak przemienia ową krytykę w praktyczną, materialną, polityczną formę.

### Wykorzystanie tekstu
Jedenasta Teza o Feuerbachu – „Filozofowie rozmaicie tylko interpretowali świat; idzie jednak o to, aby go zmienić” –  została użyta przez Siergieja Prokofjewa w jego Kantacie z okazji 20. rocznicy rewolucji październikowej.
Jedenasta Teza jest wygrawerowana na wejściu do Uniwersytetu Humboldtów na Unter den Linden w Berlinie. Socjalistyczna Partia Jedności Niemiec zamówiła napis w roku 1953 jako część rekonstrukcji po drugiej wojnie światowej.
To samo zdanie jest epitafium Karla Marksa wygrawerowanym na jego nagrobku w Highgate Cemetery w Londynie, razem z ostatnim zdaniem Manifestu komunistycznego: „Proletariusze wszystkich krajów, łączcie się”!